# Taylor Lake Village
Taylor Lake Village é uma cidade localizada no estado norte-americano do Texas, no Condado de Harris.

## Demografia
Segundo o censo norte-americano de 2000, a sua população era de 3694 habitantes.
Em 2006, foi estimada uma população de 3549, um decréscimo de 145 (-3.9%).

## Geografia
De acordo com o United States Census Bureau tem uma área de 3,6 km², dos quais 3,2 km² cobertos por terra e 0,4 km² cobertos por água.

## Localidades na vizinhança
O diagrama seguinte representa as localidades num raio de 8 km ao redor de Taylor Lake Village.